# دين جنكينز
دين جنكينز (بالإنجليزية: Dean Jenkins)‏ هو لاعب هوكي الجليد أمريكي، ولد في 21 نوفمبر 1959 في Billerica, Massachusetts ‏ في الولايات المتحدة.

## وصلات خارجية
- دين جنكينز على موقع دوري الهوكي الوطني (الإنجليزية)
- دين جنكينز على موقع EliteProspects.com (الإنجليزية)
- دين جنكينز على موقع HockeyDB.com (الإنجليزية)
- دين جنكينز على موقع Hockey-Reference.com (الإنجليزية)